# Скаловский, Александр Николаевич
Скаловский, Александр Николаевич (28 августа 1852 — около 1938) — российский морской офицер, вице-адмирал (1908).

## Биография
Родился в семье морского офицера Николая Ивановича Скаловского.
8 апреля 1873 года окончил Морское училище с производством в чин гардемарина. 2 декабря 1874 года произведен в чин мичмана. В 1874—1879 годах совершил кругосветное плавание на клипере «Всадник».
1 января 1879 года произведен в чин лейтенанта. В том же году награждён орденом Св. Станислава 3-й степени. 6 сентября 1886 года назначен командиром миноносца «Рени». В том же году награждён орденом Св. Анны 3-й степени. 5 апреля следующего года назначено содержание по чину капитан-лейтенанта.
1 апреля 1890 года произведён в чин капитана 2-го ранга. 18 октября 1891 года отчислен от должности командира миноносца и назначен старшим офицером эскадренного броненосца «Георгий Победоносец». 1 января 1894 года награждён орденом Св. Станислава 2-й степени. 11 декабря того же года переведён на должность старшего офицера канонерской лодки «Запорожец». 30 октября 1895 года отчислен от должности старшего офицера и назначен командиром броненосца береговой обороны «Вице-адмирал Попов».
14 мая 1896 года назначен командиром минного крейсера «Гридень». 11 августа 1897 года назначен командиром канонерской лодки «Кубанец». 22 сентября того же года награждён орденом Св. Владимира 4-й степени с бантом «за совершение двадцати шестимесячных морских кампаний». 6 декабря 1897 года произведён в чин капитана 1-го ранга и отчислен от командования канонерской лодкой. 9 апреля 1900 года награждён орденом Св. Анны 2-й степени.
20 сентября 1900 года назначен командиром крейсера I ранга «Память Меркурия» и одновременно командиром 32-го флотского экипажа. 21 января 1901 года назначен заведующим учебной командой строевых квартирмейстеров Черноморского флота. 6 декабря 1902 года отчислен от должности командира крейсера и назначен командиром эскадренного броненосца «Синоп» и 31-го флотского экипажа. 23 декабря 1903 года отчислен от должности командира броненосца и командира флотского экипажа с переводом в Балтийский флот и зачислением в 5-й флотский Е. И. В. генерал-адмирала Алексея Александровича экипаж.
6 марта 1904 года назначен начальником оперативного отделения штаба Кронштадтского порта. В 1905—1906 годах был членом комиссии под председательством вице-адмирала И. М. Дикова, для пересмотра положения о морском цензе и выработки проекта нового устава о прохождении службы офицерских чинов. 17 апреля 1905 года награждён орденом Св. Владимира 3-й степени. 6 января 1906 года назначен исправляющим должность директора маяков и лоции Каспийского моря. В феврале-марте 1906 года производил подробный осмотр судов, команд и учреждений Морского ведомства в Баку, в целях определения их состояния в настоящее время, выяснения причин замеченных недостатков и указания мер к их устранению на будущее время. 6 декабря того же года «за отличие по службе» произведен в чин генерал-майора по Адмиралтейству и утвержден в занимаемой должности. 26 марта 1907 года перечислен в чин контр-адмирала.
14 июля 1908 года отчислен от занимаемой должности и переведен в распоряжение морского министра. 20 октября того же года уволен в отставку с производством в чин вице-адмирала. В годы Гражданской войны находился на Юге России. В 1920 году командовал Феодосийским морским портом, одним из портов Крымской эвакуации. По некоторым сведениям в эмиграции проживал в Сербском королевстве в городе Херцег-Нови.
Умер в 1938 году в Баку.

## Научные труды
1. Очерки из 6-тилетнего кругосветного плавания на клипере"Всадник". «Кронштадтский вестник» 1873-1879 гг.
2. Тайфуны Китайского моря. "Морской сборник" 1881 г. (Статья имеет подпись И.Шпиндлер, но составлена всецело на материале, присланном из плавания в "Сборник" для печатания А.Н. Скаловским. И.Шпиндлер упоминает об этом лишь вскользь, в выноске).
3. Роль Босфора в образовании течений на Черном море. "Морской сборник" 1894 г.
4. Вопросы по исследованию туманов, испарений, гроз, миражей и проч. на Черном море. Севастополь 1896 г.
5. О зимних испарениях и временных течениях на Черном море, Севастополь, "Севастопольское отделение Императорского Российского Технического общества", 1896 г.
6. О физико-географических условиях Черноморского бассейна, в связи с влиянием Босфора. "Морской сборник" 1897 г., а также отдельное издание Ученого комитета Морского Министерства.
7. Буря в Новороссийске, выдержанная Черноморской эскадрой в октябре 1896 г. "Морской сборник" 1898 г.
8. Магнитные и физико-химические аномалии в Северо-Западном углу Черного моря. "Морской сборник", 1899 г.
9. Гидрологические исследования в Юго-Восточной части Черного моря, произведенные на канонерской лодке "Запорожец". "Записки по гидрографии". 1899 г.
10. О предстоящем пересечении нашей орбиты Кометой Галлея. Ежемесячное приложение к журналу "Нива". Апрель 1910 г.
11. Выдержки из дел Николаевского Портового Архива. Издательство Штаба Черноморского флота Севастополь, 1902 г.
12. Мысли моряка по Морской тактике и стратегии. "Морской сборник". 1892 г.
13. Микрокосмос и Макрокосмос. Электробиохимические этюды (346 стр. диаграмма и таблицы), научное книгоиздательство "Товарищ. Общественная польза". СПб. 1913 г.

## Семья
- жена Юлия Николаевна Скаловская (Айваз-Оглу)
- дочь Мария Александровна, в замужестве Завадская (18.07.1887 - 06.10.1921) - в советское время конторщица Центральных материальных складов Балтфлота. Арестована 28 октября 1920 г. по обвинению в шпионаже. Освобождена 17 ноября 1920 г. за недоказанностью обвинения. Вторично арестована 10 сентября 1921 г. Президиумом ПетрогубЧК 3 октября 1921 г. приговорена к расстрелу. Расстреляна 06.10.1921.
  - внучка Регина Валерьевна Завадская (01.01.1909 – после 1987), жена писателя М. Е. Зуева-Ордынца.
- сын Николай Александрович
- сын Александр Александрович
- дочь Елена Александровна
- дочь Лидия Александровна, в замужестве Михайлова (29.05.1892 — 1.10.1937) — в советское время - преподавательница специальных курсов командного состава РККФ. арестована в 1931, заключенная Беломорско-Балтийского комбината НКВД. Тройкой НКВД Карельской АССР от 20.09.1937 г. осуждена по ст. 58-6-11. Расстреляна 01.10.1937 г. в окрестностях г. Кемь. Реабилитирована ПВ Суда КАССР 29.04.1959 г.